# Птолемей (царь Эпира)
Птолемей (умер около 231 до н. э.) — царь древнего Эпира из рода Пирридов, правивший около 239—231 годов до н. э.
Птолемей был сыном эпирского царя Александра II и Олимпиады. Он наследовал царский престол после своего брата Пирра II.
Около 231 года до н. э. Птолемей выступил в поход против этолийцев, которые незадолго до этого захватили у эпиротов Западную Акарнанию, но умер в походе, сражённый внезапным недугом. Власть в стране наследовал его сын Пирр III, который был последним представителем линии Пирридов мужского пола.